# طرطوبيات
طرطوبيات (الاسم العلمي: Clinidae)، فصيلة أسماك بحرية من رتبة الفرخيات. أنواعه نحو 86 ضمن 20 جنسًا، أعطانها في المحيط الأطلسي والمحيط الهادئ والمحيط الهندي.